# Байза (місто)
Байза (алб. Bajza) — місто, що розташовується в області Шкодер, Албанія.

## Географія

### Розташування

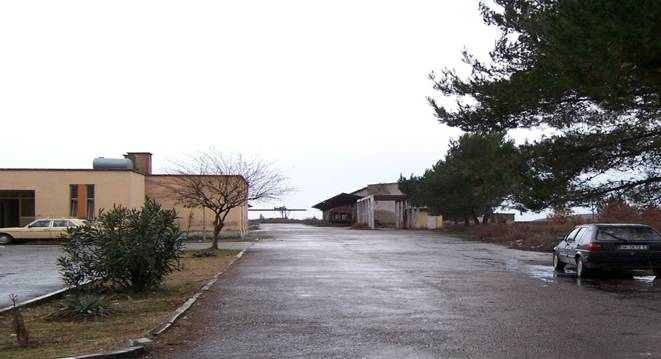
Залізнична станція

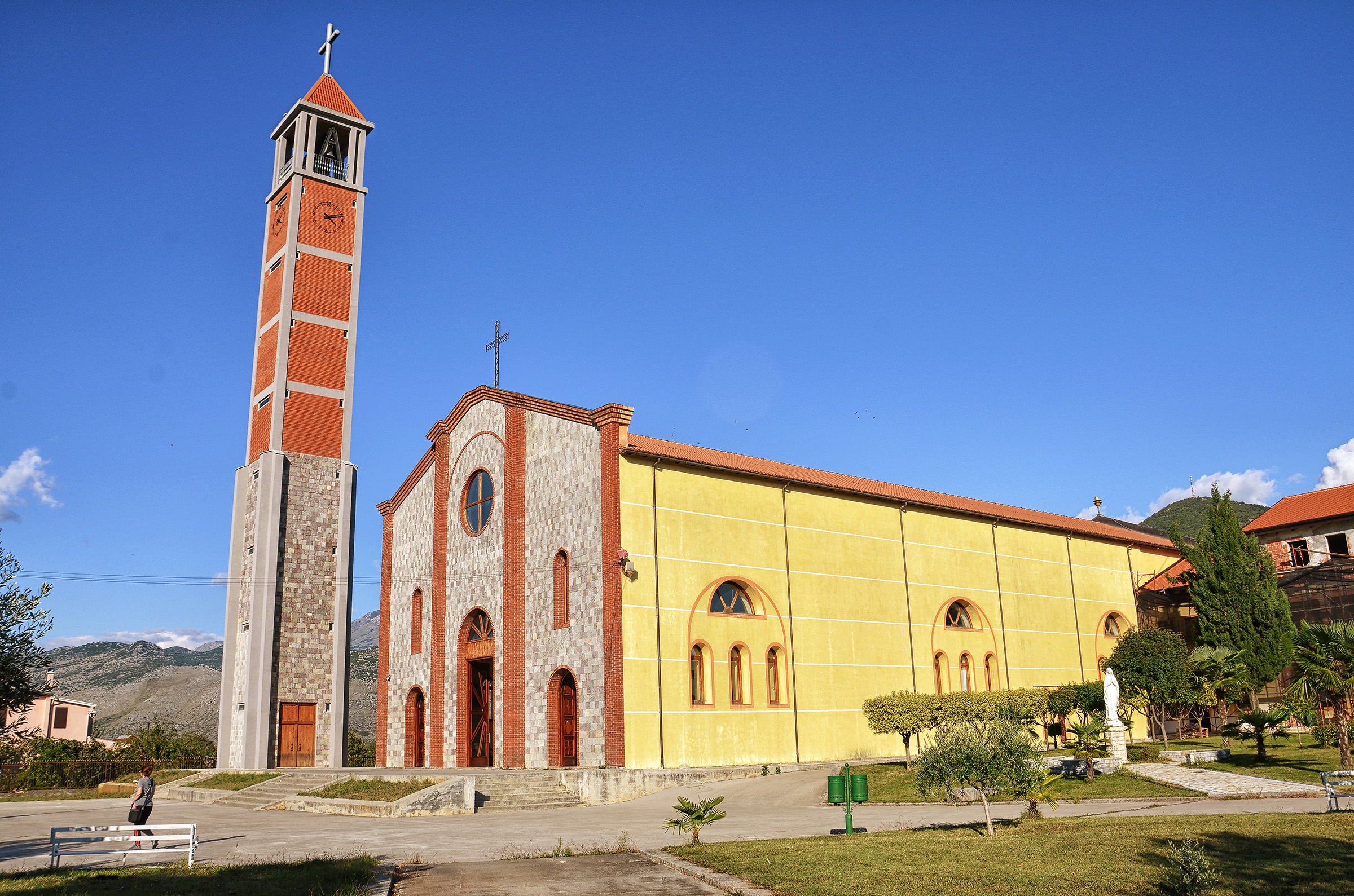
Церква св. Петра та св. Павла

Байза знаходиться в північній частині рівнини Шкодер, між скадарським озером і гірським масивом Проклетіє в передгі́р’ях Албанських Альп, на рівнині Кастраті, в її північній частині, на висоті 68 метрів.
Розташований у 24 км від міста Шкодер. Раніше входив до муніципалітету Кастрат. У результаті реформи місцевого самоврядування 2015 року Байза був включений до округу Малесія-е-Маді.
Розташований на єдиній міжнародній залізничній лінії в Албанії, від Шкодера до Подгориці в Чорногорії. Є залізничний вокзал.

## Історія
Сліди проживання біля Байзи належать до раннього періоду до нашої ери. Район, приблизно, у 60-х роках нашої ери прийняв християнство.
Після змін політичного режиму 1991 року, відкриття кордонів і близькості прикордонного переходу значно посилилася імміграція та виїзд за кордон місцевого населення.